# Punomierpitta
De punomierpitta (Grallaria sinaensis) is een zangvogel uit de familie Grallariidae (mierpitta's).

## Verspreiding en leefgebied
De soort komt voor in het grensgebied van Peru (Puno) en Bolivia (La Paz). Het is een soort die behoort tot het soortencomplex van het taxon muiscamierpitta (G. rufula).